# Litto Nebbia
Félix Francisco Nebbia, más conocido como Litto Nebbia (Rosario, Provincia de Santa Fe, 21 de julio de 1948) es un cantante, músico y compositor argentino. Es considerado como uno de los fundadores del rock argentino. Su canción La balsa de 1967 (en coautoría con Tanguito), interpretada por su banda Los Gatos, desató el éxito masivo del rock en español en Argentina y ha sido considerada la mejor canción rock de la historia argentina, según la revista Rolling Stone y la cadena MTV. A fines de la década de 1970 fundó el sello independiente Melopea Discos. Entre otras distinciones, en 1985 recibió el Premio Konex de Platino como el mejor autor/compositor de rock.

## Biografía

### Primeros años

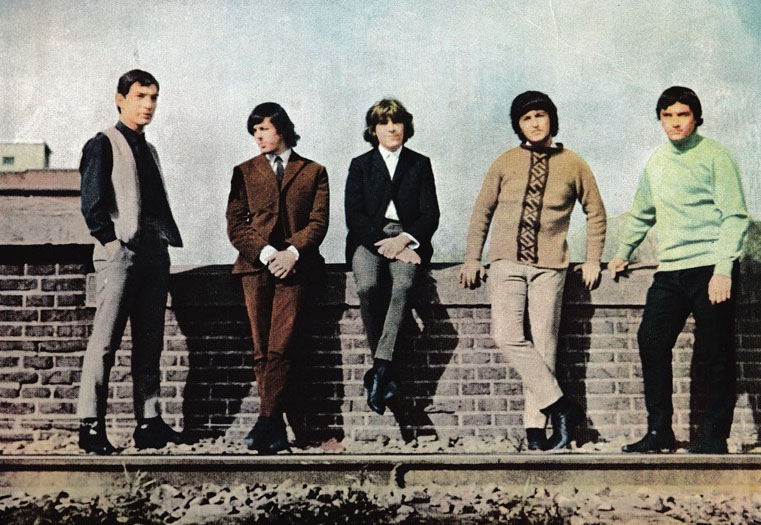
Los Gatos Salvajes en 1965.

Félix Francisco Nebbia nació en Rosario, provincia de Santa Fe el 21 de julio de 1948. De padre de orígenes piamonteses y madre criolla, ambos músicos, comenzó a trabajar como tal desde niño, abandonando el colegio. En Rosario integró, teniendo quince años de edad, como cantante los Wild Cats (luego renombrada con su traducción española, Los Gatos Salvajes), una de las primeras bandas argentinas de rock liderada por Ciro Fogliatta (fue también una de las primeras bandas de rock en español). Con esta banda se trasladó a Buenos Aires (ciudad distante a más de 300 km de Rosario), en 1964 para realizar varias presentaciones en el popular programa televisivo Escala Musical, viviendo con Fogliatta y otros músicos en una humilde pensión del barrio de Once, llamada Hotel Santa Rosa. Cuando el contrato con la televisión se interrumpió obtuvo empleo ejecutando el bajo en un precario local musical llamado La Cueva, ubicado en Barrio Norte (Pueyrredón 1723).
Admirador del grupo Los Iracundos en su etapa roquera (antes de hacer el giro hacia el melódico internacional), a quienes conoce en el año 1964 cuando estando de gira se hospedan en el Hotel Central, luego Hotel Imperio, actualmente local del Sindicato de Administradores de Edificios, situado en Urquiza 1264, entre Mitre y Entre Ríos de la Ciudad de Rosario, Santa Fe.
Luis Conte, miembro fundador de Los Linces, expresa que en su interpretación de "Bajo la rambla" con los Gatos Salvajes en Litto Nebbia hay un estilo similar al de Eduardo Franco, cantante del grupo. Para otros la voz de Litto se parece más en La balsa incluso en su época hubo gente que creyó que el tema pertenecía a Los Iracundos. Por aquella época Litto concurría frecuentemente a los ensayos y grabaciones de la banda, y hasta se cuenta la anécdota que tenía un gato al cual le puso de nombre Lorenzo, por la canción Despierta Lorenzo de Los Iracundos.
Para la grabación de la canción “La Respuesta” de 1965 se usó la guitarra de Juan Bosco Zabalo, segunda guitarra de Los Iracundos, pues la del grupo, que pertenecía a Juan Carlos "Chango" Puebla les había sido robada en el programa Escala Musical.
En el año 2010, Litto Nebbia grabaría “Con un ángel” para el Álbum: Una Celebración del Rock Argentino Vol. 7 (Varios Artistas & Dedicatorias), canción de la autoría de Eduardo Franco, grabada el 11 de abril de 1964 que integra el disco STOP de Los Iracundos, primero de la banda editado el 13 de agosto de 1964.
Poco a poco Litto Nebbia fue consiguiendo colocar a sus músicos amigos en la banda que tocaba en La Cueva, hasta formar Los Gatos. Simultáneamente La Cueva se convirtió en el centro de concentración del pequeño grupo de músicos roqueros y seguidores que había por entonces en el país. La costumbre de ese grupo era que, una vez finalizadas las sesiones musicales en La Cueva, se trasladaban a la cercana Plaza Francia o a bares que permanecían abiertos toda la noche, para continuar tocando e intercambiando ideas musicales, hasta el amanecer. Uno de esos bares era la pizzería La Perla del Once, donde compuso con Tanguito en 1967 el famoso tema «La Balsa» que se volvería un éxito masivo y revolucionaría el rock en español.

### Los Gatos e inicios como solista

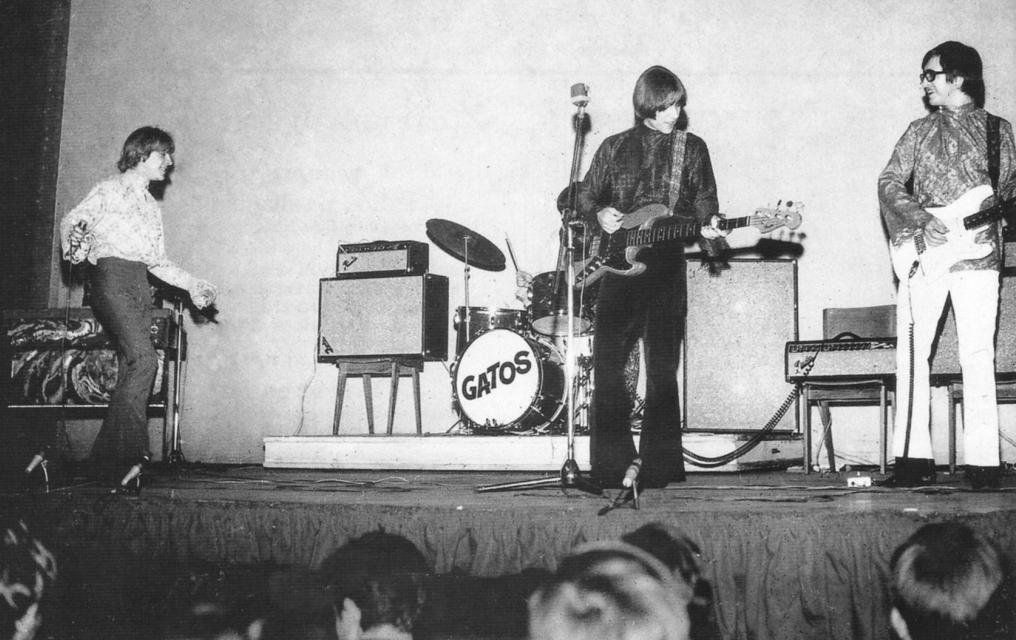
Los Gatos tocando en vivo, circa 1968.

Tuvo su primer gran éxito con el mencionado tema "La Balsa", un sencillo de 1967 que vendió más de 200.000 copias, compuesta a dúo con Tanguito (José Alberto Iglesias). Fue líder del histórico grupo Los Gatos, banda pionera del rock argentino.
También tuvieron una notoria aparición en la película chilena Ayúdeme usted compadre de 1968, donde aparecían como personajes secundarios. Ese mismo año lanzan el éxito Viento dile a la lluvia, creado por Litto Nebbia que fue lanzada primero como sencillo en 1968, y luego incluida como tema del álbum del mismo nombre, lanzado ese año. Fue uno de los grandes éxitos de Los Gatos, probablemente el más importante luego de "La balsa".
Por diferencias musicales y, principalmente, por no tener en claro cuáles serían los pasos a seguir, el grupo estuvo disuelto entre 1968 y 1969, en su segunda etapa Kay es reemplazado por Pappo cambiando el estilo de grupo; sin embargo, a fines de 1970, el grupo se desarma. A partir de ese momento, continuaría su dilatada carrera como solista. Con alrededor de cien álbumes editados y otras colaboraciones en trabajos ajenos, siendo uno de los músicos más prolíficos de Argentina. En 1983 editó cinco discos. «Yo casi no selecciono, dejó que eso lo haga el público», llegaría a reconocer más adelante.
«Mejor instrumentista que cantante, mejor melodista que letrista», lo define Eduardo Berti. Su primer trabajo, Litto Nebbia (1969), coincide con el estreno de la película El extraño del pelo largo, dirigida por Julio Porter, en la cual presenta varias de sus canciones. Antes habían editado el sencillo "Rosemary"/"Lo que te hace falta es amor". En 1971 fundó la Nebbia's Band, con la que grabó un disco homónimo enrolado en el jazz rock.
En 1972 Nebbia forma Huinca, junto al baterista (también rosarino) Oscar Moro, Cacho Lafalce y Gabriel Ranelli, con quienes lanza el LP Huinca.
Luego de esta experiencia grupal graba su álbum Despertemos en América (editado en 1973), con sonoridades folclóricas y acústicas y la colaboración del prestigioso percusionista Domingo Cura.
A fines de 1972, Litto rompió la frontera entre la música rock y el folclore, al presentarse a tocar chacareras acompañado por el ya mencionado Domingo Cura, durante el festival B.A. Rock III, llevado a cabo en noviembre de ese año (esta experiencia se puede ver en la película Rock hasta que se ponga el sol). 
Hacia 1973 comienza a inclinarse más hacia el jazz rock y el rock progresivo, con el Litto Nebbia Trío, realizando algunos de sus más conocidos trabajos, como Muerte en la catedral (1973) y Melopea (1974).
A mediados de los años 70 Nebbia se volcó al rock sinfónico con tintes jazzísticos, a través de discos como Fuera del cielo (1975), Bazar de los milagros (1976) y El vendedor de promesas (1977).
Del mismo modo, en 1975 produjo el álbum En el hospicio del dúo Pastoral, primer vinilo eléctrico del famoso dúo y que definitivamente los hizo muy populares.

### Exilio y años 1980
A raíz de la última dictadura militar argentina Nebbia se radicó durante unos años en México junto a su pareja y colaboradora Mirtha Defilpo, a fines de los años 1970 y principios de los años 1980, donde compuso una de sus canciones más famosas, "Sólo se trata de vivir", asimismo en México crea su propio sello Melopea, nombre tomado de su álbum de 1974.

Los días del golpe fueron la confirmación "blanqueada" de lo que muchos de los ciudadanos ya sabíamos que estaba sucediendo: allanamientos, prohibiciones y detenciones. Yo comencé a figurar como artista prohibido, censurado en los medios: de pronto iba a un programa de TV y al llegar me comunicaban que no se iba a hacer porque había llegado una orden de que estaba prohibido. Muchas canciones mías hablan de ese tiempo, del clima que se vivía. Terminado el Mundial, no aguanté más. Me amenazaban mucho y me seguían por las calles. Con los últimos pesos que me quedaban, me marché a México, donde permanecí más de tres años en la colonia Niños Héroes. Ahí compuse "Sólo se trata de vivir", "Para John", "Canción del horizonte" y otras. Muy solidarios los mexicanos, me ayudaron mucho.
Litto Nebia para la revista Rolling Stone

En 1982 regresó a la Argentina de manera estable y se unió a Los Músicos del Centro, banda de apoyo con quienes editó dos discos. A fines de ese año también participó del festival BA Rock '82, llevado a cabo al aire libre en las instalaciones del Club Obras Sanitarias.
En mayo de 1983 participó de «El Rosariazo» en el Estadio Obras, un show que reunió a Juan Carlos Baglietto, Silvina Garré, Fito Páez, Lalo de los Santos y Jorge Fandermole, entre otros, mientras que ese mismo año aparece Para que se encuentren los hombres, álbum grabado junto al Cuarteto Zupay.
A partir de los años 1980, Litto comienza a realizar bandas de sonido para películas, e incluso obras de teatro, algunas de sus colaboraciones más destacables en este campo se han dado con el realizador Eduardo Mignogna.
En 1986 edita su LP número cincuenta, Demasiadas maneras de no saber nada, grabado en los estudios RCA. Lo acompañaron Manolo Yanes (sintetizadores y máquinas), César Franov (bajo), Norberto Minichillo (batería), Cacho Tejera (percusión), Fats Fernández (trompeta), Bernardo Baraj (saxo), Ricardo Lew (guitarra y arreglos), el rosarino Lalo de los Santos (bajo y coros) y Alejandro del Prado (coros).
En esos años Nebbia grabaría varios discos en colaboración, como Musiqueros, con Bernardo Baraj y Lucho González (1987), Las tres corazonadas, con Bernardo Baraj y Luis Borda (1989), como también Las aventuras de Rubén Rada y Litto Nebbia, con Rubén Rada (1990).

### Años siguientes - actualidad

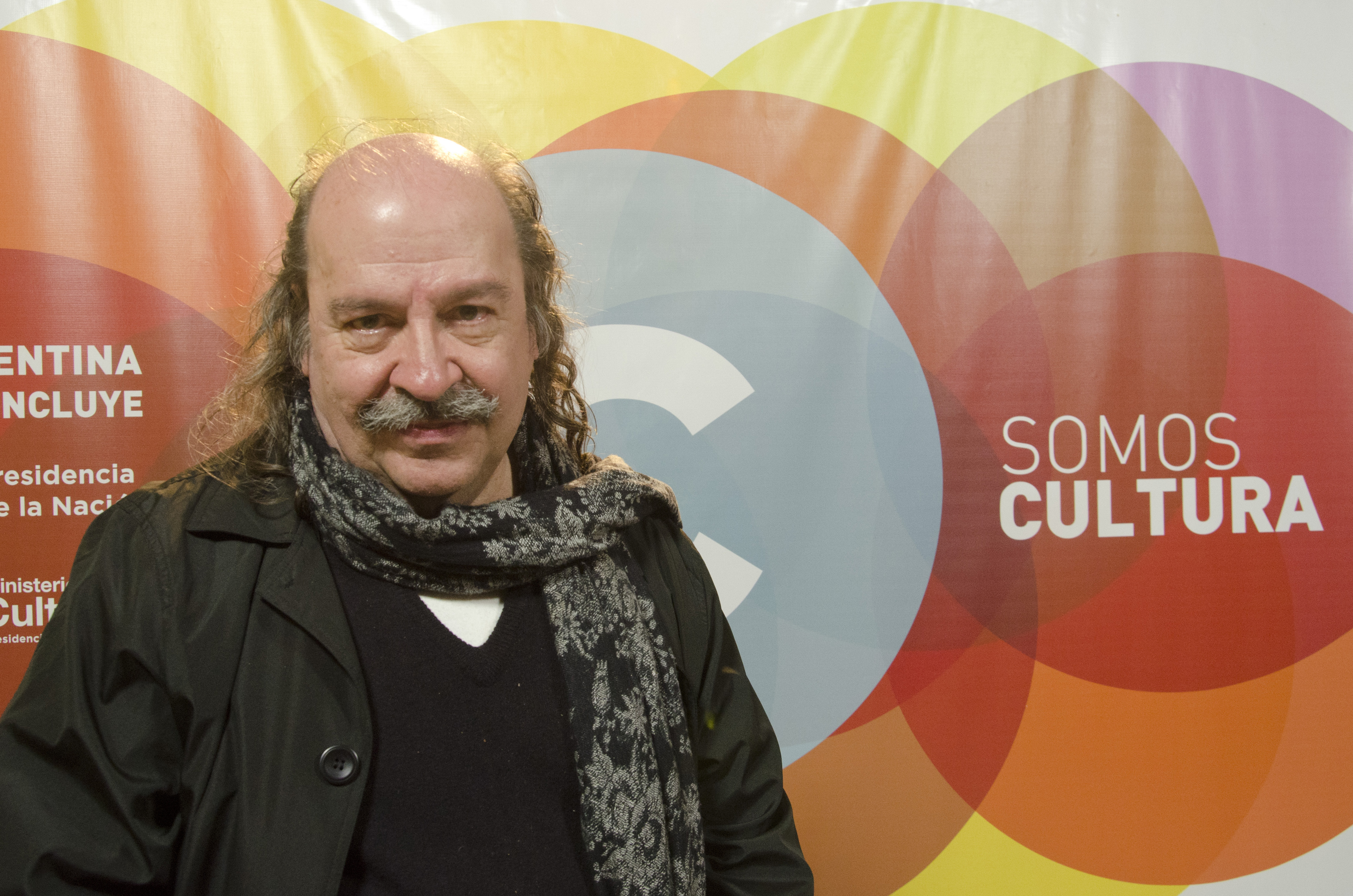
Litto Nebbia el 25 de mayo de 2014, en la Fiesta patria popular en la plaza de todos.

Al frente de su propio sello Melopea Discos, y ya de manera estable desde fines de los años 80, Nebbia viene editando sus propios álbumes, reeditando sus viejos trabajos como solista, y publicando discos de gran cantidad de músicos argentinos, mayormente de tango, folclore, jazz y canción popular.
Editó material inédito de los tangueros Cobián y Cadícamo, de Roberto Goyeneche en vivo, del pianista y compositor folclórico Cuchi Leguizamón, dijo al respecto: «Para mí, esto no es un negocio. Si lo hago bien voy a sacar algo de plata, que me permitirá hacer más cosas, nada más. Ni soy un mecenas ni me lleno de plata».
Un ejemplo de ello es el disco Nebbia canta Cadícamo (1995), una recopilación de tangos inéditos que Enrique Cadícamo había compuesto y Nebbia rescató del olvido.
Entre ellos, Nada me debes, Carne y uña y Sea breve. El material fue presentado en el Teatro General San Martín ante casi 900 personas.
Asimismo lanzó Páginas de vida, título de un CD-Rom (el segundo del rock nacional argentino, después de Los 7 Delfines) a través del cual se puede acceder a toda la biografía de Nebbia y la historia de sus grupos.
Por otra parte, y durante las décadas del 90 y 2000, Litto edita álbumes en colaboración con diversos artistas como Lito Vitale, Victor Biglione, Zé Renato, el percusionista uruguayo Cacho Tejera, Domingo Cura; o el CD Danza del corazón, con su banda de apoyo La Luz, entre otros.
Entre 1999 y 2000 publica la serie homenaje a Los Beatles Beatles Songbook, que constó de tres CD, mientras que en 2002 edita Tributo Brian Wilson, en homenaje al músico estadounidense integrante de The Beach Boys.
En 2006 graba junto a Andrés Calamaro el disco El Palacio de las Flores, que finalmente salió publicado solo a nombre de Calamaro. El disco recoge temas compuestos por los dos músicos, así como una versión de Armando Manzanero.
En tanto en el año 2007 Litto reunió a sus viejos compañeros de Los Gatos, presentándose en vivo, y editando el CD Reunión 2007 en vivo por Melopea; el disco incluye la participación de Fito Páez, y una nueva versión de La Balsa grabada en estudio.
En 2011 participa como compositor musical en el filme Sueños y pesadillas de Roberto Aguerre.
A fines de ese mismo año lanza la ambiciosa caja La canción del mundo, que incluye tres discos de audio más un DVD.
Actualmente Litto Nebia vive en la localidad de Tigre, suburbio bonaerense cerca del Delta del Paraná.
El 15 de diciembre de 2013, fue homenajeado en la ciudad de Mendoza, por su trayectoria artística en un festival llamado "Solo se trata de vivir, desde siempre", en donde actuaron Claudia Puyó, Lito Vitale, Hugo Fattoruso, Juan Carlos Baglietto, Man Ray, Kevin Johansen, Gonzálo Aloras y artistas mendocinos, entre ellos Orozco - Barrientos y Sebastián Garay.
El 25 de mayo de 2014 formó parte de los festejos por el aniversario de la Revolución de Mayo, en el marco del show "Somos Cultura" del Ministerio de Cultura de la Nación.
En 2015 obtuvo otro Premio Konex - Diploma al Mérito en la disciplina Autor/Compositor.
El 31 de agosto de 2017 se publicó Rodar, un álbum que Nebbia grabó con la banda Pez con motivo de la celebración de los 50 años del rock argentino. Por lo tanto, las canciones que lo componen son en su mayoría versiones actuales de los clásicos pertenecientes a la primera época de Nebbia con Los Gatos, sumados a algunas nuevas canciones ("Rodar" -que sirve como introducción y cierre del material discográfico-, "Aromas de una esquina" y "Las palabras mágicas, estas últimas dos co-compuestas con Ariel Minimal) y a un bonus track integrado por una versión del clásico fundacional del rock argentino, "La balsa", y "Pato trabaja en una carnicería" de Moris. El álbum será presentado en vivo por primera vez en la ciudad de Rosario a comienzos de septiembre, mientras que en octubre se presentará en la nueva edición del B.A. Rock y luego en Ciudad Cultural Konex.

## Miscelánea
- Charly García ha dicho de él: «sin Nebbia no habría existido Javier Martínez, ni Spinetta, ni yo. Y de éste ni hablar.» (refiriéndose a Fito Páez, presente en el reportaje).[5][6]
- Ha grabado más de 100 discos como intérprete, y decenas de discos como arreglista, productor, sesionista y cantante.

## Discografía solista
Para la discografía con Los Gatos ver aquí.
Álbumes y bandas sonoras
- Litto Nebbia (1969)
- Vol. 2 (1970)
- Nebbia's Band (1971)
- Despertemos en América (1973)
- Muerte en la Catedral (1973)
- Melopea (1974)
- Fuera del Cielo (1975)
- Bazar de los milagros (1976)
- Cosas que no quieren morir (1976)
- El vendedor de promesas (1977)
- Canciones para cada uno, vol. 1 (1978)
- Toda canción será plegaria, con Mirtha Defilpo (1979)
- Creer (1980)
- Canciones para cada uno, vol. 2 (1981)
- Tres noches en La Trastienda (1981)
- 1981 (1981)
- Solopiano, vol. 1 (1981)
- Sólo se trata de vivir (1982)
- Llegamos de los barcos (1982)
- En vivo en Obras (1983)
- Evita: Quien quiera oír que oiga (banda sonora) (1983)
- 1992... (1984)
- Luna caliente (banda sonora) (1985)
- En Brasil, aquí y ahora... (1985)
- O segredo da vida (1985)
- Demasiadas maneras de no saber nada (1986)
- The Naked Word (grabado en 1979, editado en 1987)
- Buscando en el bolsillo del alma (1988)
- El jardín de la esquina, música para niños (1988)
- Homenaje a Gardel y Le Pera (1990)
- Los aviadores (banda sonora) (1990)
- Nostalgias del Harlem español & la luna centinela (1990)
- Esperando un milagro (1991)
- Argentina de América (1992)
- Seguro (1992)
- Las boludas (banda sonora) (1993)
- New York es una ciudad solitaria (1994)
- Nebbia canta Cadícamo (1995)
- El hombre que amaba a todas las mujeres (1997)
- Malvinas (banda sonora original de la película) (1997)
- Pequeño manual de vos y yo, disco editado en España (1997)
- Homenaje a Gardel y Le Pera (1998)
- Matar al abuelito (banda sonora) (1998)
- Romancero gitano de Federico García Lorca (1998)
- Beatles Songbook, vol. 1 (1999)
- Beatles Songbook, vol. 2 (1999)
- Siempre bailan dos (2000)
- Celebración (2001)
- Corazones y sociedades (2001)
- Beatles Songbook, vol. 3 (2001)
- Definitivamente vivo (vol. 1) (2002)
- Canciones desde Península Valdés (2002)
- Tributo Brian Wilson (2002)
- Tango & nocturno (2004)
- Danza del corazón (junto a La Luz, 2005)
- The Blues (2007)
- The Blues, parte 2 (2007)
- Bella Madrid (2008)
- Soñando barcos..., disco editado en España (2009)
- Abandoneado (2010)
- A su aire (2010)
- La canción del mundo (2011)
- Colegio Horizontes (2013)
- Aire fresco 2014 (2014)
- Film Music Songbook (2014)
- Canto de la luna (2016)
- Rodar (50 años de rock argentino) (junto a Pez) (2017)
- Alma (2018)
- Siempre en sábado (2020)
- Cuadernos del cine francés de los 60 (2021)
- Nunca encontraré una casa como la que hay en mí (2021)
- Cuadernos de apuntes sonoros (2022)

Compilados
- 10 años después (1978)
- 10 años después, vol. 2 (1982)
- La guerra no sabe (1983)
- Páginas de vida, vol. 1 (1994)
- Páginas de vida, vol. 2 (1994)
- Páginas de vida, vol. 3 (1994)
- Páginas de vida, vol. 4 (1994)

Colaboraciones selectas
- Huinca, con Oscar Moro, Gabriel Ranelli y Cacho Lafalce (1972)
- Para que se encuentren los hombres, con el Cuarteto Zupay (1983)
- Banda Sinfónica Municipal de la ciudad de Buenos Aires interpreta a Litto Nebbia, con la Banda Sinfónica Municipal de la ciudad de Buenos Aires (1983)
- Musiqueros, con Bernardo Baraj y Lucho González (1987)
- Las tres corazonadas, con Bernardo Baraj y Luis Borda (1989)
- Las aventuras de Rubén Rada & Litto Nebbia, con Rubén Rada (1990)
- La penúltima Musicasión, homenaje a Eduardo Mateo, con Leo Masliah, Osvaldo Fattoruso y Mariana Ingold, entre otros (1991)
- Ponto de encontro, con Victor Biglione y Zé Renato (1994)
- Bolero afrolatino, con Cacho Tejera (1994)
- La melancolía vital, con Lito Vitale (2003)
- En medio de los hombres, con Facundo Cabral (2012)
- Está en tus manos en vivo 2019, con Ricardo Soulé, Nito Mestre y Silvina Garré (2019)
- Porcelana fina, con Tato Dalera y Duggan Bayerque Zuzulich, Dalera Duggan Project (2020)
- La suite rosarina: postales afectivas de la ciudad, con Adrián Abonizio (2022)

## Filmografía
Intérprete
- 1973, un grito del corazón (2007) …Entrevistado
- Argentina beat (2006) …Entrevistado(fue bueno)
- La redada (1991) …Ángel anunciador
- Evita (quien quiera oír que oiga) (1984) … Entrevistado
- Buenos Aires Rock (1982) …Él mismo
- Prima Rock (1981)
- Hasta que se ponga el sol (1972)
- El extraño del pelo largo (1969)
- Ayúdeme usted compadre (1968)

Música
- Los esclavos felices (2003)
- Soldados de la paz (2001)
- Campo de sangre (1999)
- Cazadores de utopías (1995)
- Matar al abuelito (1993)
- Las boludas (1993)
- Flop (1990)
- Malayunta (1986)
- Luna caliente (1985)
- Evita (quien quiera oír que oiga)  (1984)

Dirección musical
- Las boludas (1993)

Temas musicales
- ¿Te dije que te quiero?  (cortometraje) (2002)
- Campo de sangre (1999)
- Matar al abuelito (1993)
- Buenos Aires Rock (1983)

Intérprete de la música
- Bienvenido León de Francia (2014)
- Campo de sangre (1999)

Producción musical
- Argentina beat (2006)